# Gustav Danielsson
Lars Gustav Danielsson (* 12. Januar 1975 in Örnsköldsvik, Ångermanland, Schweden) ist ein schwedischer Kameramann und Autorenfilmer.

## Leben
Nachdem Gustav Danielsson mit seiner ersten eigenverantwortlichen Kameraarbeit in einem Spielfilm 2008 mit einer Nominierung des schwedischen Filmpreises Guldbagge als Bester Kameramann für seine Arbeit am Drama Das jüngste Gewitter geehrt wurde, waren es vor allen Dingen Kurzfilme, mit denen er anschließend auf unterschiedlichen Filmfesten vertreten war. Zuletzt war er mit dem selbst inszenierten Kurzfilm Tvillingen, bei dem er nicht nur Regie, Drehbuch, Produktion, sondern auch eine Rolle übernahm, auf einigen Filmfesten vertreten.
Parallel zu seiner Filmkarriere zeichnete Forsberg auch für einige Werbespots als Kameramann verantwortlich. So führte er die Kamera bei Commercials von Firmen wie McDonald’s, Felix Ketchup und Red Pricks.

## Filmografie (Auswahl)
- 2007: Das jüngste Gewitter (Du levande)
- 2009: Tennis är livet
- 2010: Ett tyst barn
- 2011: Tvillingen
- 2013–2019: Black Mirror (Fernsehserie, drei Episoden)
- 2020: Hidden Agenda (Top Dog, Fernsehserie)

## Auszeichnungen
- Guldbagge
  - 2008: Beste Kamera – Das jüngste Gewitter (nominiert)